# Жінжінья (лікер)

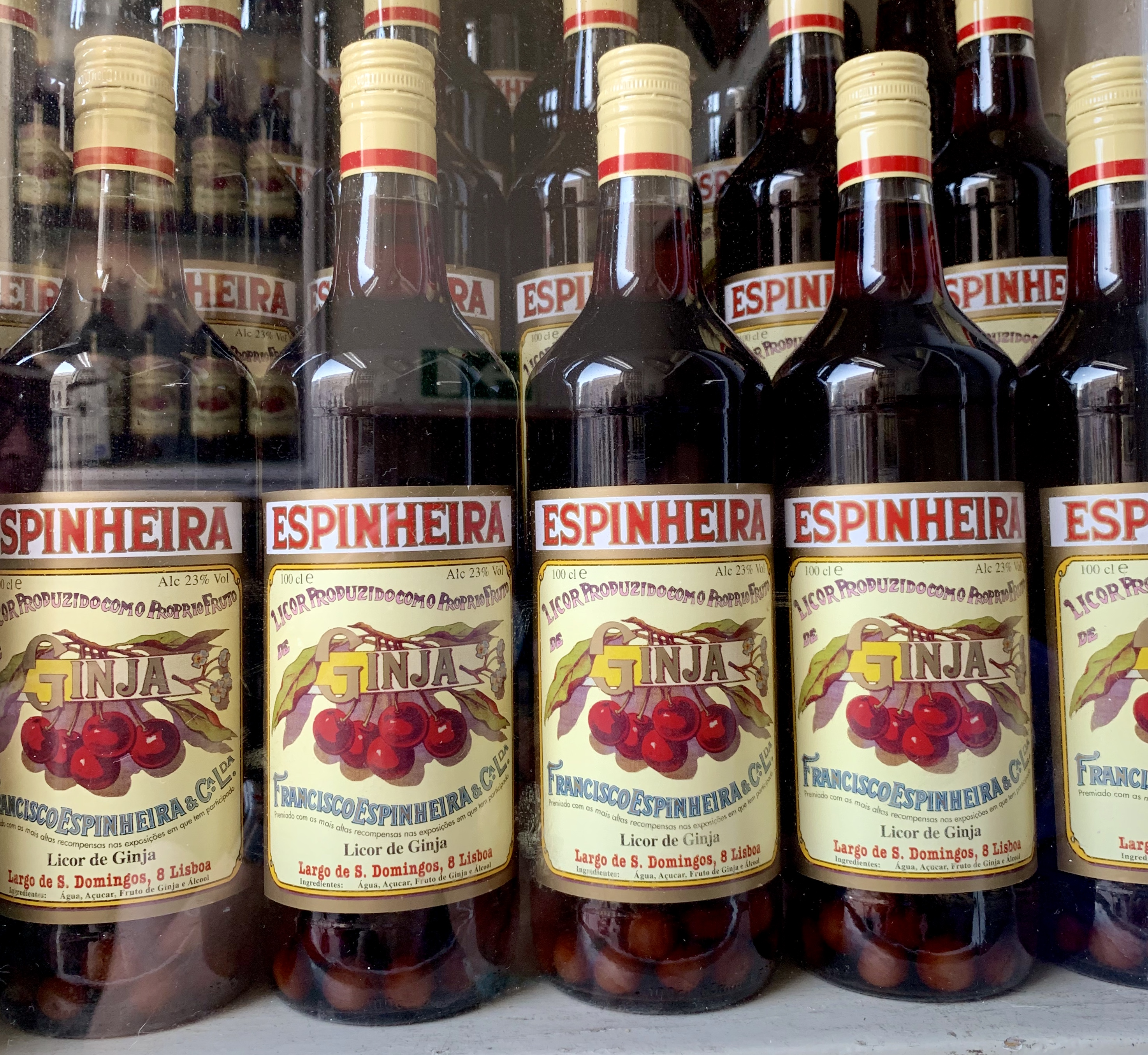
Пляшка з жінжею, Ginjinha Espinheira

Жінжінья, або жінжа (порт. ginjinha, або ginjinha) — лікер, отриманий при мацерації плодів вишні (наукова назва Prunus cerasus) з додаванням виноградного бренді, кориці та цукру, дуже популярний в Португалії, особливо в Лісабоні, в Обідуші, в Алкобасі та Алгарве.
Цей лікер прийнято подавати в маленьких скляних чарках (іноді туристам подають у пластикових) із стиглими фруктами вишні (жінжі) на дні склянки, як кажуть в народі при замовленні напою, «com elas» («з ними»). Або ж, коли хочеться насолодитись чистим лікером, то «sem elas» («без них»).

## Жінжа-бари (Лісабон)

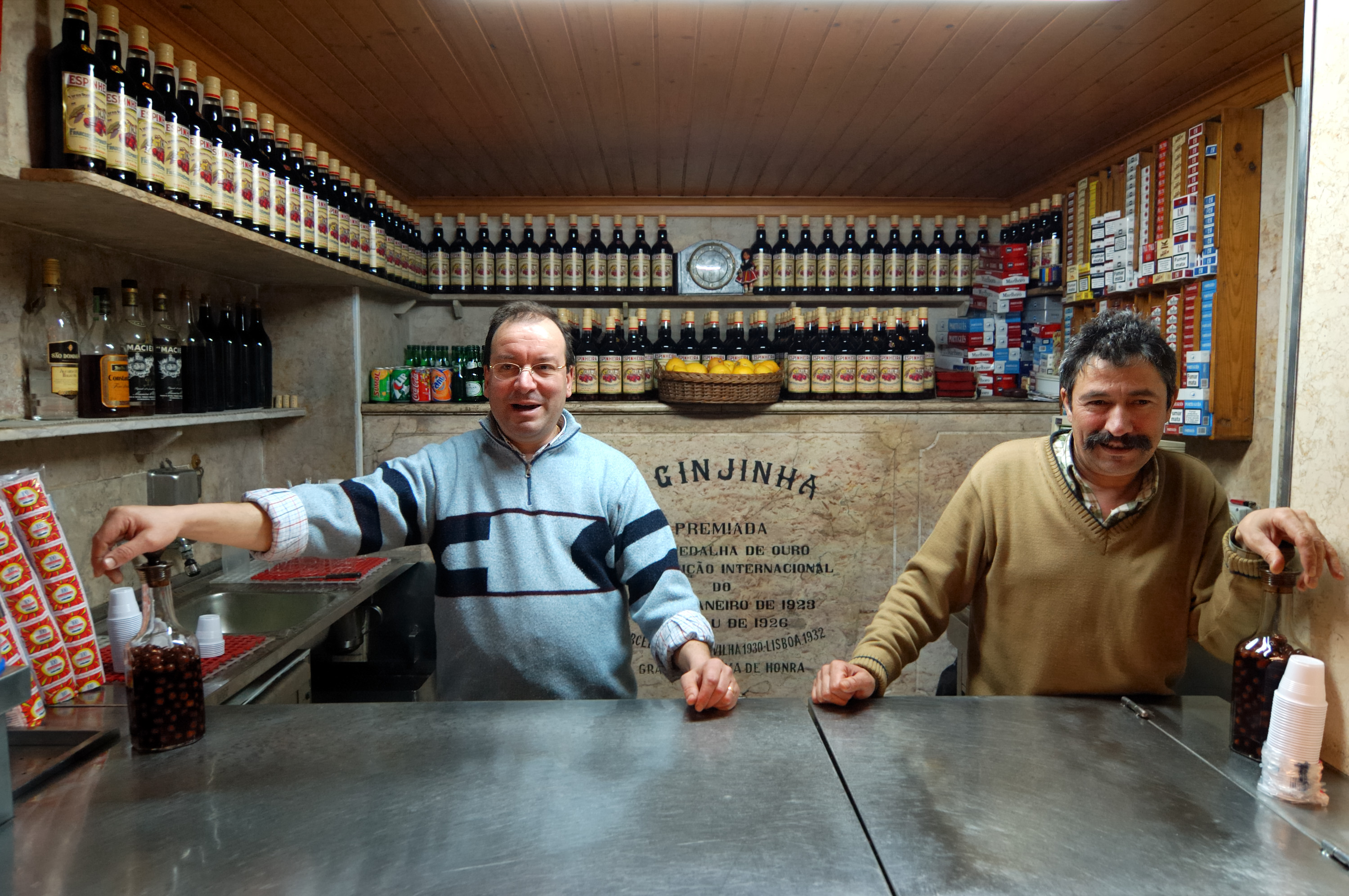
Типовий заклад, в якому продають жінжу

- Ginjinha Espinheira 
Жінжінья Ешпінейра — перший, найстаріший заклад такого типу в Лісабоні та Португалії загалом.[4] Заснований Франциско Ешпінейра, іммігрантом з Галіції, у 1840 році. В столиці Португалії ще із середини XIV ст. монахи продавали агуарденте з ягодами вишні, і, вважається, що саме ідею створення та родажу жінжіньї Ешпінейрі підказав один із служителів Церкви Святого Антонія. Знаходиться бар ву Лісабоні, на площі Святого Домініка[5]. Так як заклад дуже малих розмірів, а бажаючих посмакувати лікером багато, то найприємніше це робити поруч, надворі, насолоджуючись видом на найвідомішу з церков Португалії — Церкву Сау Домінгуш.
- Ginjinha Sem Rival 
Жінжінья Сем Ріваль.[6] Заклад засновано у 1890 році. Тут вже більше 40 років підряд за барною стійкою стоїть пан Абіліу Коельу (Abílio Coelho), який має свій особливий, відомий усім місцевим, жест, яким користується при розливі лікеру «з ягодами або ж без ягід» з наступним переходом до протирання своєї барної стійки.
- Ginjinha Rubi 
Жінжінья Рубі.[7] Заснований в 1931 році. Стіни закладу прикрашає глазурований кахель азулєжу, на якому розповідається історія створення жінжі.

## Жінжа з Обідуша

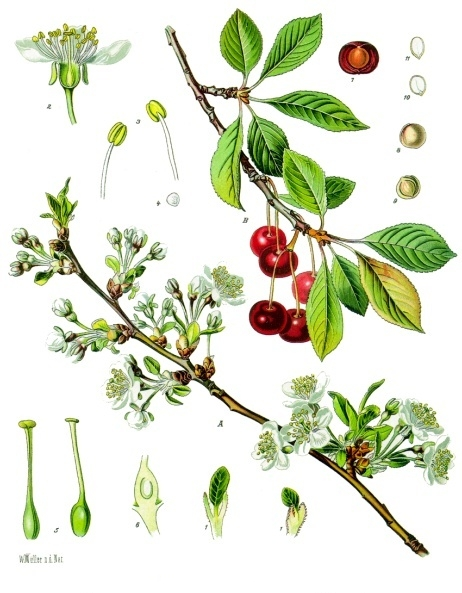
Вишня, з якої виготовляють жінжінью

На відміну від жінжі з Лісабону, жінжа з Обідуша є продуктом з DOP, а це означає що лікер готується строго у відповідності з рецептурою, лише із місцевої сировини і лише у чітко зазначеному регіоні.
Особливість обідушської жінжіньї — її п'ють із шоколадних чарок, якими ласують в кінці. Також такі набори, пляшка лікеру з шоколадними чарками, продаються у якості сувенірів.

## Жінжа з Алькобаси
У місті Алькобаса з 1930 р. виготовляли лікер Ginja M.S.R. із використанням свіжої вишні, зібраної в регіоні на правильній стадії дозрівання, який колись був тісно пов'язаний з цистерціанським орденом. 
Нинішній рецепт лікеру, оснований на старих рецептах ченців-цистерціанців, вимагає використання лише натуральних продуктів, без будь-яких штучних консервантів — є продуктом з DOP. 
Жінжа з Алькобаси має рубіновий колір, з інтенсивним вишневим ароматом. Лікер вживають як дигестив.